# 特罗法伊阿赫
特罗法伊阿赫是奥地利施蒂利亞州莱奥本县的一个市镇。总面积143.25平方公里，总人口11.339人，人口密度79.2人/平方公里（2012年）。